# Žižanj
Žižanj (olaszul: Sisagno) egy lakatlan sziget Horvátországban, az Adriai-tengerben, Észak-Dalmáciában, a Zárai szigetvilágban.

## Leírása
Žižanj szigete Pašman szigetéen délnyugati szélső öble mentén, a partttól 200 méterre délre fekszik. Hosszúsága és szélessége egyaránt 1,3 km, területe 0,9 km². Partvonalának hossza 4,51 km. A sziget alacsony, legmagasabb pontja is csak 46 méterrel magasodik a tengerszint fölé. Egyetlen öble a sziget délnyugati oldalán fekvő Jota-öböl. Tőle nyugatra 400 méterre fekszik Košara, délkeletre 550 méterre pedig Gangaro szigete. Közeli szigetek még Ošljak Mali és Veli, Kotula Mala és Vela, valamint Runjava Kotula. Partjai mentén halnevelő telep működik.